# Зал московитов
Зал московитов (нем. Moskowitersaal) — большой зал для проведения торжеств и приёмов Кёнигсбергского замка, располагавшийся над замковой церковью Кенигсбергского замка. В «Зале московитов» с 1924 года размещались экспозиции Прусского музея.

## История
Предшественником Зала московитов был зал для торжеств, перестроенный из зернохранилища в северной части замка в начале XVI века. В 1516 году московский посол А. Заболотский, посетил магистра Тевтонского ордена Альбрехта Бранденбургского. В марте 1517 года в Москве был подписан союзный трактат с Московским государством. В честь этих событий описанный зал назвали «Покои московитов», как он впервые упомянут в описании замка в 1519 году. Это помещение был снесено в 1810 году, но еще в 1711, возможно в связи со вторичным визитом Петра I в Кёнигсберг, название было официально перенесено на аудиенц-зал, построенный Фридрихом I.
Марграф Георг Фридрих I в 1578 году стал регентом Прусского герцогства при Альбрехте Фридрихе. Это привело к тому, что в Кенигсбергском замке разместились сразу два двора: жены Альбрехта Фридриха Марии Элеоноры и самого Фридриха, и замок стал слишком тесен. Новое строительство было начато в 1584 году Бласиусом Бервартом, мастером-строителем из Штутгарта, продолжено мастером-каменщиком Михелем, в 1587 году, и, наконец, закончено Хансом Висмаром в 1593 году. Двухуровневое сооружение было разделено на замковую церковь в нижней части, и на длинный зал, который на севере и юге заканчивался двумя могучими круглыми башнями. Зал был открыт в 1594 году.
В зале состоялась свадьба Бранденбургского наследного принца Иоганна Сигизмунда с Анной принцессой Прусской, дочерью герцога Альбрехта Фридриха. И здесь же, в 1701 году, состоялась коронационная трапеза первого прусского короля Фридриха I.
Когда царь Пётр I останавливался в Кёнигсберге (в 1697 году в составе Великого посольства), он был принят курфюрстом Фридрихом III (который позднее стал прусским королём Фридрихом I) в зале московитов. Вторично Петр посетил Кенигсберг в 1711 году. В честь этих событий, согласно легенде, зала получила название «Зала Московитов». На самом деле, название появилось еще до строительства здания и связывается с событиями 1517 года, когда великий магистр Тевтонского ордена, а впоследствии герцог Пруссии Альбрехт подписал договор с Василием III.
В 1798 году, в зале, молодая королевская пара проводила празднование для девушек из Мазурии, где были поставлены длинные столы на 3000 человек. Королева Луиза нашла очень дорогим это празднование.
В 1840 году, в зале, архитектором Фридрихом Штюлером, были проделаны большие оконные проёмы. В 1844 году, в честь 300-летия Кёнигсбергского университета, в зале проводился студенческий бал. В 1877 году кассетный потолок был заменён на плоский арочный деревянный потолок. По случаю 100-летия прусского восстания, император Вильгельм II был приглашён на праздник 5 февраля 1913 года.
1 июня 1924 года в зале Московитов открылась новая экспозиция Прусского музея связанная с ранней историей Пруссии. Были представлены артефакты прусской армии, а также легендарные и немного забытые:
- Куршские сани Великого курфюрста во время его манёвра в Куршском заливе;
- Доспехи Альбрехта;
- Полковые знамёна прусской армии.

## Раскопки
В ходе археологических раскопок Балтийской экспедицией ИА РАН, завершённых в 2005 году, обнаружено множество архитектурных деталей Замковой кирхи и Зала Московитов, рухнувших в 1945 году в подвал.

## Галерея

Внешний вид здания, где располагался зал
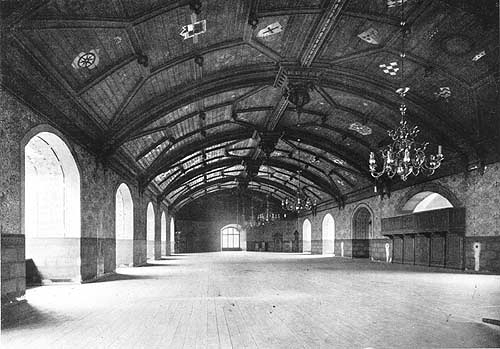
Внутренний вид зала
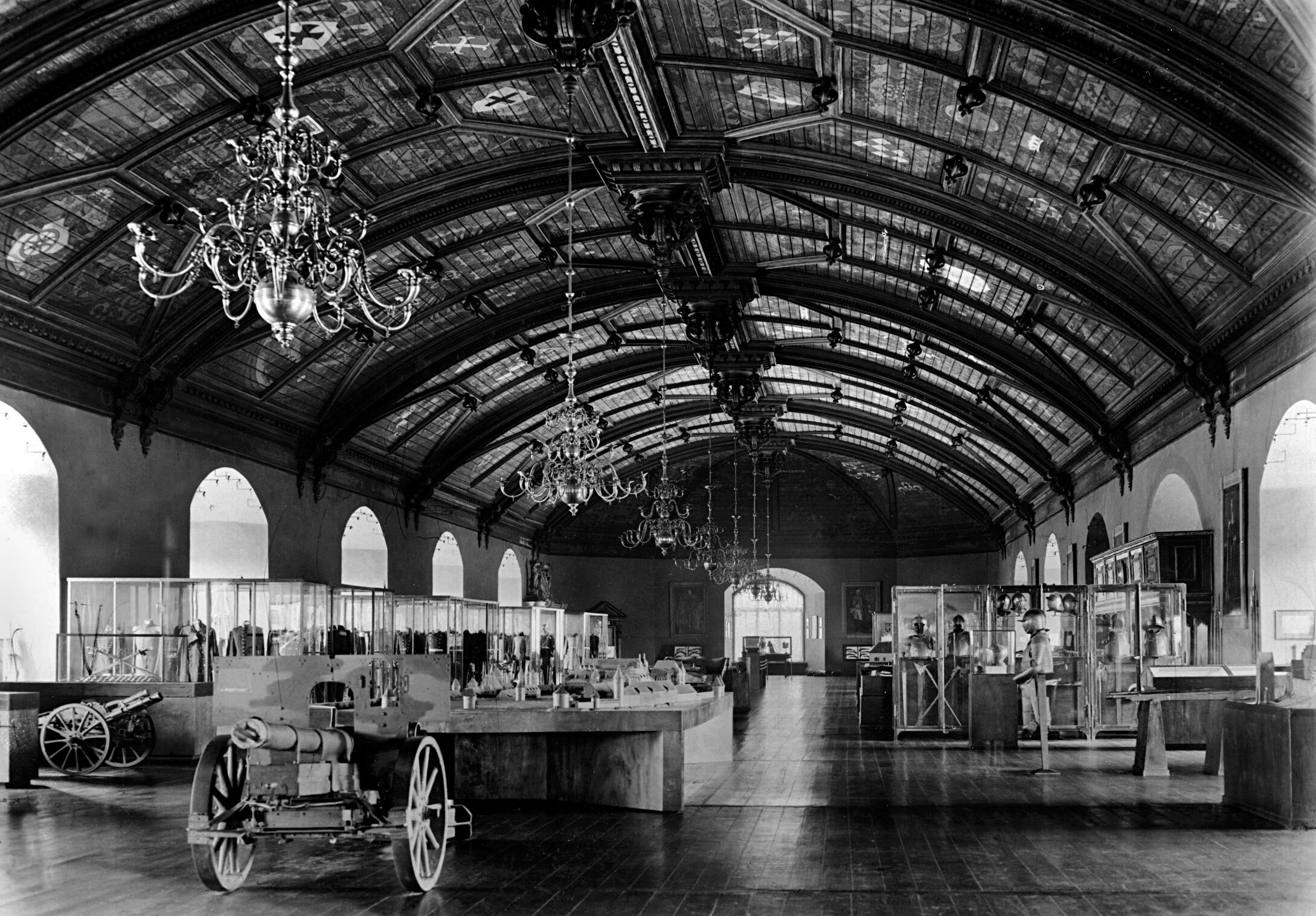
Экспозиция Прусского музея в «Зале московитов»
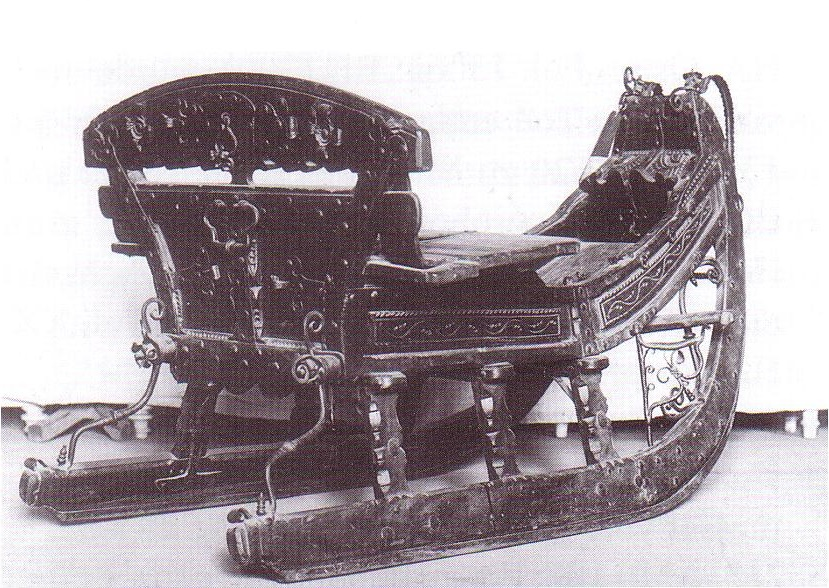
Экспонат музея Пруссии — Куршские сани Великого курфюрста